# Julie McDonald
Julie Maree McDonald (ur. 14 marca 1970) – australijska pływaczka. Brązowa medalistka olimpijska z Seulu.
Zawody w 1988 były jej pierwszymi igrzyskami olimpijskimi. Medal zdobyła na dystansie 800 m stylem dowolnym kobiet. Zdobyła srebro Igrzysk Wspólnoty Narodów w 1986 na tym dystansie oraz trzy medale Igrzysk Wspólnoty Narodów w 1990. Indywidualnie sięgnęła po złoto na dystansie 800 m stylem dowolnym kobiet oraz srebro na dystansie 400 metrów stylem dowolnym i brąz na 200 metrów tym stylem. Zwyciężyła w sztafecie stylem dowolnym. Brała udział w igrzyskach olimpijskich w 1992.